# Cellular Oncology
Cellular Oncology, abgekürzt Cell. Oncol., ist eine wissenschaftliche Fachzeitschrift, die vom Springer-Verlag veröffentlicht wird. Die Zeitschrift wurde 1989 unter dem Namen Analytical Cellular Pathology gegründet und änderte ihn 2003 in derzeitigen Namen. Sie ist ein offizielles Publikationsorgan der International Society for Cellular Oncology und erscheint mit sechs Ausgaben im Jahr. Es werden Arbeiten veröffentlicht, die sich mit onkologischer Grundlagenforschung beschäftigen.
Der Impact Factor lag im Jahr 2016 bei 3,786. Nach der Statistik des ISI Web of Knowledge wird das Journal mit diesem Impact Factor in der Kategorie Onkologie an 74. Stelle von 217 Zeitschriften, in der Kategorie Zellbiologie an 107. Stelle von 184 Zeitschriften und in der Kategorie Pathologie an 18. Stelle von 75 Zeitschriften geführt.